# Nekrolog 1941
Nekrolog
◄◄
| ◄
| 1937
| 1938
| 1939
| 1940
| 1941 | 1942 | 1943 | 1944 | 1945 | ► | ►►
1. Quartal |
2. Quartal |
3. Quartal |
4. Quartal 
Weitere Ereignisse | Allgemeiner Nekrolog 1941
Die Beschreibung der verstorbenen Person sollte so kurz wie möglich gehalten sein und nur deren signifikante Tätigkeit(en) enthalten.
Neue Namen ggf. auch unter dem Geburts- und Sterbedatum, also etwa unter 1. Januar und im Geburts- und Sterbejahr (2024) eintragen (nur bei entsprechender großer Wichtigkeit). Für Beispiele siehe die schon vorhandenen Artikel.
Außerdem über die fünf zuletzt Verstorbenen, zu denen es einen ausreichend guten Artikel für eine Präsentation auf der Hauptseite gibt, nach der todesbedingten Überarbeitung der Artikel ggf. auch unter Wikipedia Diskussion:Hauptseite informieren und sie am besten auch in den anderen Wikipedia-Sprachversionen eintragen. Tipp: Regelmäßig bei news.google.de nach „ist tot“, „gestorben“ oder „verstorben“ suchen.
Wenn eine Person gestorben ist, gibt es viele Seiten zu dieser Person in der Wikipedia, die davon auch betroffen sind und entsprechend aktualisiert werden müssen. Beispiele: Namenübersichtsseite, Geburtsjahr, Geburtsort-Seiten und viele mehr.
Wie finde ich die betroffenen Seiten?
Im Suchfeld auf der linken Seite gibt man den Suchbegriff so ein: „Vorname Nachname“. Dann klickt man auf Volltext und alle Seiten mit entsprechendem Suchtext werden aufgerufen. Hier sieht man dann schnell, wo auch das Todesjahr Sinn macht oder sogar ein Teil des Artikels angepasst werden muss. Auch hilft das „Werkzeug“ auf der linken Seite sehr gut, um solche Seiten aufzufinden: „Links auf diese Seite“. Somit ist die Wikipedia wieder aktuell in allen Bereichen! Hinweis: bei Eintragung der Kategorie „Gestorben JAHR“ wird der Missbrauchsfilter 49 ausgelöst, was jedoch nicht schlimm ist. Siehe: Spezial:Missbrauchsfilter/49
Dies ist eine Liste von im Jahr 1941 verstorbenen bekannten Persönlichkeiten. Die Einträge erfolgen innerhalb der einzelnen Daten alphabetisch sortiert. Tiere sind im Nekrolog für Tiere zu finden.
Die Liste ist nach Quartalen aufgeteilt:
- Nekrolog 1. Quartal 1941: Januar, Februar und März
- Nekrolog 2. Quartal 1941: April, Mai und Juni
- Nekrolog 3. Quartal 1941: Juli, August und September
- Nekrolog 4. Quartal 1941: Oktober, November und Dezember

## Datum unbekannt
| Tag | Name                                          | Beruf, bekannt als                                                                              | Alter | Beleg |
| --- | --------------------------------------------- | ----------------------------------------------------------------------------------------------- | ----- | ----- |
|     | Clemens Adams                                 | deutscher Unternehmer und Politiker                                                             |       |       |
|     | Kheireddine el-Ahdab                          | libanesischer Politiker                                                                         |       |       |
|     | Marija Androssowa-Ionowa                      | russische bzw. sowjetische Folkloristin jakutischer Herkunft                                    |       |       |
|     | Richard Aspöck                                | österreichisches Opfer des Aktion T4-Euthanasieprogramms des NS-Regimes                         |       |       |
|     | Peter Baltes                                  | deutscher Politiker (NSDAP)                                                                     |       |       |
|     | Luigi Barbesino                               | italienischer Fußballspieler und -trainer sowie Faschist                                        | 47    |       |
|     | Warwara Barusdina                             | russische bzw. sowjetische Malerin                                                              |       |       |
|     | Helga Beyer                                   | deutsch-jüdische Widerstandskämpferin                                                           |       |       |
|     | Günther Blumentritt                           | deutscher Architekt und bayerischer Baubeamter                                                  |       |       |
|     | Byron Boyd                                    | US-amerikanischer Lehrer, Geschäftsmann und Politiker                                           |       |       |
|     | Albert Bradshaw                               | englischer Fußballspieler                                                                       |       |       |
|     | Walter Bransen                                | deutscher Komponist                                                                             |       |       |
|     | Paul Brockardt                                | deutscher Architekt und Bauunternehmer                                                          |       |       |
|     | Adolf Johann von Brüning                      | deutscher Diplomat                                                                              |       |       |
|     | Soja Bucharowa                                | russische bzw. sowjetische Dichterin, Übersetzerin und Literaturkritikerin                      |       |       |
|     | Hans Büsing                                   | deutscher Diplomat                                                                              |       |       |
|     | Mary Ellen Christian                          | australische Sängerin (Alt) und Gesangslehrerin                                                 |       |       |
|     | Henry Cornelius                               | deutscher Reichsgerichtsrat                                                                     |       |       |
|     | Amanda Courtaux                               | französische Musikpädagogin und Komponistin                                                     |       |       |
|     | Mina Crandon                                  | kanadisch-amerikanische Geisterbeschwörerin                                                     |       |       |
|     | Eduard Czerner                                | österreichisches Opfer der Shoa                                                                 |       |       |
|     | Gisela Czerner                                | österreichisches Opfer der Shoa                                                                 |       |       |
|     | Michael Dachs                                 | deutscher Komponist und Musiktheoretiker                                                        |       |       |
|     | Gaston Darbour                                | französischer Grafiker der Art Nouveau                                                          |       |       |
|     | Adolf Denkscherz                              | österreichischer Mechaniker und Opfer des Holocaust                                             |       |       |
|     | John Dilleshaw                                | US-amerikanischer Old-Time-Musiker                                                              |       |       |
|     | Joseph Dreher                                 | französischer Mittel- und Langstreckenläufer                                                    |       |       |
|     | Theodor Eggert                                | deutscher Verwaltungs- und Ministerialbeamter                                                   |       |       |
|     | Willy Ehlers                                  | deutscher Politiker (NSDAP)                                                                     |       |       |
|     | Friedrich Eichberg                            | österreichischer Maschinenbauer                                                                 |       |       |
|     | Zeno Einhorn                                  | deutscher Schriftsteller und Arzt                                                               |       |       |
|     | Hans Euler                                    | deutscher Physiker                                                                              |       |       |
|     | Hermann Falch                                 | deutscher Architekt                                                                             |       |       |
|     | Emil Felix                                    | Schweizer Architekt                                                                             |       |       |
|     | Alfred Funke                                  | deutscher Theologe, Journalist und Schriftsteller                                               |       |       |
|     | Mario García Menocal                          | Präsident von Kuba (1913–1921)                                                                  |       |       |
|     | Karl Gelpcke                                  | deutscher Bankmanager                                                                           |       |       |
|     | Oswald Gette                                  | deutscher Maler                                                                                 |       |       |
|     | Carl Gmelin                                   | deutscher Arzt                                                                                  |       |       |
|     | Grigori Petrowitsch Goldstein                 | russischer Maler, Grafiker und Fotograf                                                         |       |       |
|     | William Lawton Goodwin                        | kanadischer Chemiker                                                                            |       |       |
|     | Reinhold Greiner                              | deutscher Kommunist, Antifaschist und Spanienkämpfer                                            |       |       |
|     | Emilio Grenet                                 | kubanischer Komponist, Pianist und Musikpädagoge                                                |       |       |
|     | Frederick Griffith                            | britischer Mediziner und Bakteriologe                                                           |       |       |
|     | Igor Alexandrowitsch Gruschko                 | russischer Mathematiker                                                                         |       |       |
|     | Emili Guanyavents i Jané                      | katalanischer Schriftsetzer, Dichter und Übersetzer                                             |       |       |
|     | Hermann Gumbel                                | deutscher Germanist und Hochschullehrer                                                         |       |       |
|     | Heinrich Günther-Gera                         | deutscher Bildhauer und Hochschullehrer                                                         |       |       |
|     | Aron Scheftelewitsch Gurstein                 | russischer jiddisch-schreibender Schriftsteller, Literaturwissenschaftler und Literaturkritiker |       |       |
|     | Max Hänger der Ältere                         | deutscher Maler                                                                                 |       |       |
|     | Ljubow Harkavy-Landau                         | belarussisch-sowjetische Ärztin, Physiologin, Pharmakologin und Hochschullehrerin               |       |       |
|     | Žiga Hirschler                                | jugoslawischer Komponist und Musikkritiker                                                      |       |       |
|     | Lolo von Hornstein                            | deutsche Malerin                                                                                |       |       |
|     | Sophie Jacot des Combes                       | Schweizer deutschsprachige Schriftstellerin                                                     |       |       |
|     | Teodor Jartschuk                              | ukrainischer lutherischer Theologe und Pfarrer                                                  |       |       |
|     | Anton Jirowsky                                | Instrumentenbauer                                                                               |       |       |
|     | Lew Alexandrowitsch Judin                     | russischer Maler des Suprematismus                                                              |       |       |
|     | Ernst Kammerer                                | deutscher Feuilletonist und Buchautor                                                           |       |       |
|     | Hans Keck                                     | deutscher Bildhauer                                                                             |       |       |
|     | Heinrich Kemke                                | deutscher Buchhändler, Prähistoriker und Kustos am Prussia-Museum                               |       |       |
|     | Heinrich von Keyserlingk                      | deutscher Rittergutsbesitzer, Verwaltungs- und Hofbeamter und Parlamentarier                    |       |       |
|     | Khangsar Dorje Chang                          | tibetischer Mönch und Gelehrter                                                                 |       |       |
|     | Karl Klanert                                  | deutscher Musikpädagoge, Pianist, Komponist und Oratoriensänger                                 |       |       |
|     | Józef Klotz                                   | polnischer Fußballspieler                                                                       |       |       |
|     | Géza Kohn                                     | Buchhändler und Verleger                                                                        |       |       |
|     | Arthur Kollmann                               | deutscher Urologe und Puppenspielforscher                                                       |       |       |
|     | Alexander Felixowitsch Kon                    | sowjetischer Ökonom und Theoretiker                                                             |       |       |
|     | Thomas C. Latimore                            | US-amerikanischer Marineoffizier                                                                |       |       |
|     | Marie Lautenschlager                          | deutsche Malerin                                                                                |       |       |
|     | Max Leenhardt                                 | französischer Maler                                                                             |       |       |
|     | Pierre Levasseur                              | französischer Flugzeugkonstrukteur                                                              |       |       |
|     | Steve Lewis                                   | US-amerikanischer Jazzmusiker und Komponist                                                     |       |       |
|     | Martin Lezius                                 | Schriftsteller                                                                                  |       |       |
|     | Johannes Lohr                                 | protestantischer Pfarrer, Widerstandskämpfer gegen den Nationalsozialismus                      |       |       |
|     | Edith Lölhöffel von Löwensprung               | deutsche Ärztin und Sportmedizinerin                                                            |       |       |
|     | Emil Löwenhardt                               | deutscher Chemiker, Lehrer und Schulbuchautor                                                   |       |       |
|     | Pjotr Iwanowitsch Maggo                       | lettisch-russisches Mitglied der Tscheka, der (O)GPU und des NKWD                               |       |       |
|     | Virginia Mariani Campolieti                   | italienische Pianistin, Dirigentin und Komponistin                                              |       |       |
|     | Roberto Medellín Ostos                        | mexikanischer Chemieingenieur und Rektor der Universidad Nacional Autónoma de México            |       |       |
|     | Alfred Metzschke                              | deutscher Politiker (SPD) und Gewerkschafter, MdL Sachsen-Altenburg und Thüringen               |       |       |
|     | Konstantinos Miliotis-Komninos                | griechischer Fechter                                                                            |       |       |
|     | Paul Mintz                                    | lettischer Jurist, Hochschullehrer, Finanzminister und Arbeitsminister                          |       |       |
|     | Arthur Ostermann                              | Ministerialrat im preußischen Ministerium für Volkswohlfahrt                                    |       |       |
|     | Alfred Pfänder                                | deutscher Fußballspieler                                                                        |       |       |
|     | Phabongkha Dechen Nyingpo                     | tibetischer Geistlicher der Gelug-Schule, Phabongkha Rinpoche                                   |       |       |
|     | Elena Popea                                   | rumänische Malerin                                                                              |       |       |
|     | Alexander Alexandrowitsch Porochowschtschikow | russischer Flugzeugkonstrukteur                                                                 |       |       |
|     | William H. Potstock                           | deutsch-US-amerikanischer Musiker und Komponist                                                 |       |       |
|     | Aleksander Prystor                            | polnischer Offizier und Politiker, Ministerpräsident Polens (1920–1939)                         |       |       |
|     | Otto Raatz                                    | deutscher Lehrer und Politiker (NSDAP), MdPl                                                    |       |       |
|     | Paul Ramm                                     | deutscher Verwaltungsjurist und Gutsbesitzer                                                    |       |       |
|     | Wsewolod Alfredowitsch Rauser                 | russischer Schachmeister                                                                        |       |       |
|     | Amalie Redlich                                | Kunstsammlerin                                                                                  |       |       |
|     | Ángel Sandoval Peña                           | Nationaler Delegierter für das Tiefland Boliviens                                               |       |       |
|     | Ernst Schrumpf                                | deutscher Theater- und Filmschauspieler                                                         |       |       |
|     | Malka Silberstein                             | estländische Juristin                                                                           |       |       |
|     | Sisowath Monivong                             | König von Kambodscha                                                                            |       |       |
|     | Algirdas Škėma                                | litauischer Fußballspieler                                                                      |       |       |
|     | Theodor Skorzisko                             | deutscher Politiker (KPD), MdHB                                                                 |       |       |
|     | Marģers Skujenieks                            | lettischer Politiker, Mitglied der Saeima und Ministerpräsident                                 |       |       |
|     | Ljudmyla Staryzka-Tschernjachiwska            | ukrainische Autorin, Übersetzerin und Kritikerin                                                |       |       |
|     | Marcel Sulzberger                             | schweizerischer Komponist, Pianist und Musikschriftsteller                                      |       |       |
|     | Claus Timmermann                              | deutscher Verleger und Anarchist                                                                |       |       |
|     | Hetta Gräfin Treuberg                         | deutsche Pazifistin                                                                             |       |       |
|     | Henri Tronchon                                | französischer Romanist und Komparatist                                                          |       |       |
|     | Auguste Unertl                                | deutsche Schriftstellerin                                                                       |       |       |
|     | Maximilien-Henri van Ypersele de Strihou      | belgischer Diplomat                                                                             |       |       |
|     | Frederick Methvan Whyte                       | niederländischer Maschinenbauer und Eisenbahningenieur                                          |       |       |
|     | Arthur Wiechula                               | deutscher Landschaftsarchitekt                                                                  |       |       |
|     | Charles Edward Wilson                         | britischer Maler                                                                                |       |       |
|     | Erich Wocke                                   | deutscher Gärtner und Spezialist für Alpenpflanzen                                              |       |       |
|     | Max Joseph Wolff                              | deutscher Jurist, Schriftsteller und Übersetzer                                                 |       |       |
|     | Louis Wurm                                    | deutscher Politiker (DVP), MdL                                                                  |       |       |
|     | Xu Dishan                                     | chinesischer Schriftsteller, Gelehrter und Religionswissenschaftler                             |       |       |
|     | Carl Zapp                                     | deutscher Unternehmer                                                                           |       |       |